# Kenneth G. Wilson
Kenneth Geddes Wilson, född 8 juni 1936 i Waltham, Massachusetts, död 15 juni 2013 i Saco, Maine, var en amerikansk fysiker vid Cornell University i Ithaca, New York. Han var son till den fysikaliske kemisten E. Bright Wilson.
Han mottog Nobelpriset i fysik 1982 för sin "teori för kritiska fenomen vid fasomvandlingar".
Wilson tilldelades 1980 Wolfpriset i fysik tillsammans med Michael Fisher och Leo Kadanoff.